# Miriam Barnes
Miriam Barnes (14 november 1983) is een Amerikaanse sprintster, die is gespecialiseerd in de 400 m. Haar grootste prestatie behaalde ze op de estafetteloop.
Op de wereldkampioenschappen indooratletiek 2008 in het Spaanse Valencia behaalde ze met haar teamgenoten Angel Perkins, Shareese Woods en Moushaumi Robinson een bronzen medaille. Met een tijd van 3.29,30 finishten ze achter de estafetteploegen uit Rusland (goud; 3.28,17) en Wit-Rusland (zilver; 3.28,90).

## Persoonlijke records
Outdoor
| Onderdeel    | Prestatie | Datum         | Plaats      |
| ------------ | --------- | ------------- | ----------- |
| 400 m        | 53,06 s   | 12 april 2008 | Baton Rouge |
| 400 m horden | 56,97 s   | 26 mei 2007   | Columbia    |

Indoor
| Onderdeel | Prestatie | Datum            | Plaats |
| --------- | --------- | ---------------- | ------ |
| 400 m     | 53,12 s   | 24 februari 2008 | Boston |

## Palmares

### 4 x 400 m estafette
- 2008:  WK indoor - 3.29,30